# Салім Хеліфі
Салім Хеліфі (нім. Salim Khelifi, нар. 26 січня 1994, Лозанна) — швейцарський футболіст, півзахисник клубу «Цюрих».
Виступав за молодіжну збірну Швейцарії.

## Клубна кар'єра
Народився 26 січня 1994 року в місті Лозанна. Вихованець футбольної школи клубу «Лозанна». Дорослу футбольну кар'єру розпочав 2011 року в основній команді того ж клубу, в якій провів три сезони, взявши участь у 65 матчах чемпіонату. Більшість часу, проведеного у складі «Лозанни», був основним гравцем команди.
2014 року уклав контракт з німецьким «Айнтрахтом» (Брауншвейг), у складі якого провів наступні чотири роки своєї кар'єри гравця. 
21 червня 2018 року повернувся на батьківщину, уклавши контракт з «Цюрихом».

## Виступи за збірні
2009 року дебютував у складі юнацької збірної Швейцарії, взяв участь у 34 іграх на юнацькому рівні, відзначившись 3 забитими голами.
Протягом 2014–2015 років залучався до складу молодіжної збірної Швейцарії. На молодіжному рівні зіграв у 20 офіційних матчах, забив 1 гол.

## Титули і досягнення
- Чемпіон Швейцарії (1):

«Цюрих»: 2021–22